# Agrilus cyanescens
Espèce
Agrilus cyanescens est une espèce d'insectes coléoptères de la famille des Buprestidae.

## Liste des sous-espèces
Selon GBIF (26 août 2024) :
- Agrilus cyanescens cyanescens (Ratzeburg, 1837)
- Agrilus cyanescens johanidesi Niehuis, 1999

## Systématique
Le nom valide complet (avec auteur) de ce taxon est Agrilus cyanescens (Ratzeburg, 1837).
L'espèce a été initialement classée dans le genre Buprestis sous le protonyme Buprestis cyanescens Ratzeburg, 1837.
Agrilus cyanescens a pour synonymes :
- Agrilus acuticornis Abeille de Perrin, 1897
- Agrilus amabilis Gory & Laporte, 1837
- Agrilus caeruleus (Rossi, 1792)
- Agrilus cockerelli Fisher, 1925
- Agrilus coeruleus (Rossi, 1790)
- Agrilus fissifrons Abeille de Perrin, 1897
- Agrilus italicus Obenberger, 1920
- Agrilus kyselyi Obenberger, 1924
- Agrilus pooli Théry, 1936
- Agrilus sulcaticeps Abeille de Perrin, 1869
- Agrilus teriolensis Obenberger, 1916
- Agrilus virens Schilski, 1888
- Buprestis amethystinus Schönherr, 1817
- Buprestis caeruleus Rossi, 1792
- Buprestis cyanescens Ratzeburg, 1837